# Coll
Coll (gael. Colla) – wyspa w zachodniej Szkocji, na Morzu Hebrydzkim, w archipelagu Hebrydów Wewnętrznych, administracyjnie część hrabstwa Argyll and Bute. Główną miejscowością wyspy jest Arinagour.
Wyspa liczy 74,49 km² powierzchni. Najwyższy szczyt na wyspie, Ben Hogh, wznosi się na wysokość 106 m n.p.m. W 2011 roku wyspę zamieszkiwało 195 mieszkańców. W szczytowym okresie, w 1841 roku liczba ludności sięgnęła 1442.
Na wyspie znajduje się XV-wieczny zamek Breachacha Castle. Południowo-zachodnią część wyspy zajmuje rezerwat przyrody należący do RSPB, jedno z nielicznych w Wielkiej Brytanii siedlisk derkacza zwyczajnego.
Coll ma połączenie promowe z sąsiednią wyspą Tiree oraz położonym na stałym lądzie miastem Oban.